# Doctype
DOCTYPE (do inglês document type declaration) é uma instrução para que interpretadores de SGML possam associar um DTD (definição de tipo de documento do inglês document type definition) e verificar a conformidade com este. Deve ser inserida no início do documento.
Um exemplo de desta instrução é

<!DOCTYPE html PUBLIC "-//W3C//DTD HTML 4.0//EN">

, no qual <! indica o início de uma declaração SGML, DOCTYPE a instrução e a seguir o identificador do DTD associado. Para documentos HTML5 esta instrução deve ser apenas <!DOCTYPE html> uma vez que esta versão do HTML não é mais baseado em SGML e não precisa de um DTD associado.